# Lieut A. P. F. Rhys Davids, DSO, MC (1897–1917)
Lieut A. P. F. Rhys Davids, DSO, MC (1897–1917) ist der Titel eines Gemäldes von William Orpen. Das in Öl auf Leinwand gemalte Bild hat eine Höhe von 91,4 cm und eine Breite von 76,2 cm. Orpen schuf das Porträt des britischen Piloten Arthur Rhys-Davids 1917 während des Ersten Weltkrieges in Frankreich, wenige Wochen bevor der Dargestellte im Alter von 20 Jahren bei einem Luftkampf ums Leben kam. Auftraggeber war das für Propaganda zuständige Department of Information, ein Vorläufer des Informationsministerium. Das Gemälde gehört heute zur Sammlung des Imperial War Museum in London.

## Bildbeschreibung
William Orpen zeigt im Gemälde Lieut A. P. F. Rhys Davids, DSO, MC. (1897–1917) den Piloten Arthur Rhys-Davids sitzend als Halbfigur. Der in einer khakifarbenen Uniform des Royal Flying Corps gekleidete junge Mann erscheint vor einem Hintergrund, dessen zwischen Gelb- zu Blautönen changierende Farben den Himmel skizzieren. Rhys-Davids sitzt – der Körper wird vom unteren und linken Bildrand beschnitten – auf einem unbekannten Sitzmöbel. Er ist in entspannter Haltung, mit leicht nach hinten geneigtem Oberkörper porträtiert, hat die rechte Hand locker auf den Oberschenkel gelegt und die linke Hand in die Hosentasche gesteckt. Trotz einem teilweise lockeren Pinselstrich – beispielsweise in der unteren rechten Ecke – hat Orpen die Uniform detailreich wiedergegeben. Rhys-Davids trägt ein Hemd mit Krawatte, eine Hose, eine zugeknöpfte Jacke und darüber einen geöffneten Mantel. Die rechte Hand steckt in einem Lederhandschuh, auf dem Kopf trägt er eine beide Ohren bedeckende, mit Fell gefütterte Fliegerhaube. Deutlich sind Einzelheiten zu erkennen, wie eine Schnalle an der Kopfbedeckung, die glänzenden Messingknöpfe der Jacke oder die militärischen Abzeichen auf der Brust. Hierbei handelt es sich um das geflügelte Aircrew brevet (Flugzeugführerabzeichen) und darunter die Bandschnalle mit den erhaltenen Orden Distinguished Service Order und Military Cross, die sich als Namenszusätze DSO und MC im Gemäldetitel wiederfinden. Besondere Aufmerksamkeit hat Orpen der Ausarbeitung des Gesichts gewidmet. In nahezu fotografischer Anmutung hat er in Feinmalerei die Gesichtszüge festgehalten. Die jugendliche Physiognomie ist gekennzeichnet durch eine längliche Nase, einen schmalen Mund mit geschlossenen Lippen und ein eher spitzes Kinn. Das Rot der Wangen unterstreicht die nahezu faltenlose Haut. Unter dunklen Augenbrauen erscheinen die weit geöffneten glänzenden blauen Augen, die nicht zum Betrachter blicken, sondern einen Punkt in der Ferne – möglicherweise am Himmel – fixieren. Das Gemälde ist unten rechts mit „Orpen“ signiert, aber nicht datiert.

## William Orpen als Kriegskünstler beim Royal Flying Corps
Vor dem Ersten Weltkrieg war der aus Irland stammende William Orpen ein gefragter Porträtkünstler und Gesellschaftsmaler. Er trat im Dezember 1915 in die British Army ein, wobei die genauen Hintergründe hierzu nicht bekannt sind. Orpen suchte möglicherweise einerseits räumlichen und gedanklichen Abstand zu seinen privaten Problemen, die sich aus seiner Ehe und einer gleichzeitigen Beziehung zu einer Geliebten ergaben; andererseits könnten auch patriotische Gefühle eine Rolle gespielt haben. Hierfür spricht, dass sein Freund Hugh Lane im Mai 1915 beim Untergang der Lusitania ums Leben kam, nachdem das Schiff von einem deutschen U-Boot versenkt wurde. Orpen nahm seinen Militärdienst im März 1916 als Second Lieutenant auf, ohne jemals eine militärische Ausbildung erhalten zu haben. Er blieb 1916 in London, wo er in der Kaserne Büroarbeiten übernahm und darüber hinaus eine Reihe von Porträtbildnissen malte, darunter das von Winston Churchill. Im April 1917 ging Orpen im Auftrag des Department of Information nach Frankreich, wo er als offizieller Kriegskünstler zum Einsatz kam. Er besuchte die Schlachtfelder der Somme, malte Schützengräben, Soldatengräber und schuf zahlreiche Porträts von Militärangehörigen.
Im September 1917 kam Orpen nach Cassel im Département Nord, wo sich verschiedene Stabsquatiere befanden. Er wohnte dort für mehrere Monate im Hôtel Sauvage. Hier waren regelmäßig Soldaten der 56th Squadron vom nahe gelegenen Flugplatz in Estrée-Blanche zu Gast, die im Restaurant aßen, tranken und am Klavier Lieder sangen. Obwohl Orpen selbst keinen Flug absolvierte, fühlte er sich den jungen Piloten verbunden und spielte mit ihnen Tischtennis. Er erhielt von General Hugh Trenchard und Maurice Baring vom Intelligence Corps den Auftrag, zwei der jungen Piloten zu porträtieren. Hierfür wurden die als Fliegerasse (Flying aces) zu Ruhm gekommenen Arthur Percival Foley Rhys-Davids (im Gemälde A. P. F. Rhys Davids) und Reginald Theodore Carlos Hoidge (im Gemälde R. T. C. Hoidge) ausgewählt, die beide in Luftkämpfen eine Reihe von feindlichen Maschinen abgeschossen hatten. Mit dem 20-jährigen Engländer Rhys-Davids und dem 23 Jahre alten Kanadier Hoidge konnte zudem die transatlantische Zusammenarbeit unterstrichen werden. Zu dieser Zeit flogen beide Piloten Doppeldecker-Jagdflugzeuge von Typ S.E.5, die erst seit Juni 1917 im Fronteinsatz waren. In dem etwa zeitgleich entstandenen Aquarell The Return of a Patrol zeigt Orpen die beiden Piloten Rhys-Davids und Hoidge mit einem weiteren Luftwaffenangehörigen auf dem Flugplatz mit Flugzeugen im Hintergrund. Das moderne Fluggerät ist in den beiden Gemälde jedoch nicht zu sehen. In diesen Bildern, wie auch im etwa zeitgleich entstandenen Porträt The NCO Pilot, RFC (Flight Sergeant W. G. Bennett), ist nur die Uniform ein Hinweis auf den Kriegshintergrund der Bilder. Der Luftkampf wurde von anderen Künstlern festgehalten, etwa von Louis Weirter im Gemälde An Incident on the Western Front. In den drei Pilotenporträts von Rhys-Davids, Hoidge und Bennett gibt es keine heroische Heldendarstellung, sondern die Männer werden in einem ruhigen Moment gezeigt.
In seinen Kriegserinnerungen beschrieb Orpen die Begegnung mit dem im Gemälde dargestellten Arthur Rhys-Davids. Er bezeichnete ihn als „a great youth“ (einen großartigen Jungen) mit „far-seeing, clear eye“ (weitblickendem, klarem Auge). Auf dem Flugplatz beobachtete er den Piloten beim Landen der Maschine und schilderte das Geschehen danach: „Out he got, stuck his hands in his pockets, and laughed and talked about the flight with Hoidge ...“ (Als er heraus kam, steckte er die Hände in die Taschen, lachte und sprach mit Hoidge über den Flug…). Er sah aber auch die andere Seite des jungen Piloten, der ein Jahr zuvor seine Schulzeit am Eton College beendet hatte und eigentlich in Oxford studieren wollte. Rhys-Davids wird von Orpen mit den Worten charakterisiert: „He hated fighting, hated flying, loved books and was terribly anxious for the war to be over“ (Er hasste den Kampf, hasste das Fliegen, liebte Bücher und war schrecklich besorgt über den Ausgang des Krieges). Möglicherweise sind es diese Eindrücke, die Orpen im Gemälde umsetzten wollte. Obwohl es ein offizielles Porträt im Auftrag der britischen Army war, schuf er ein einfühlsames Porträt ohne jedes Pathos. Der Porträtierte Arthur Rhys-Davids starb wenige Wochen später am 27. Oktober 1917 bei einem Luftkampf.

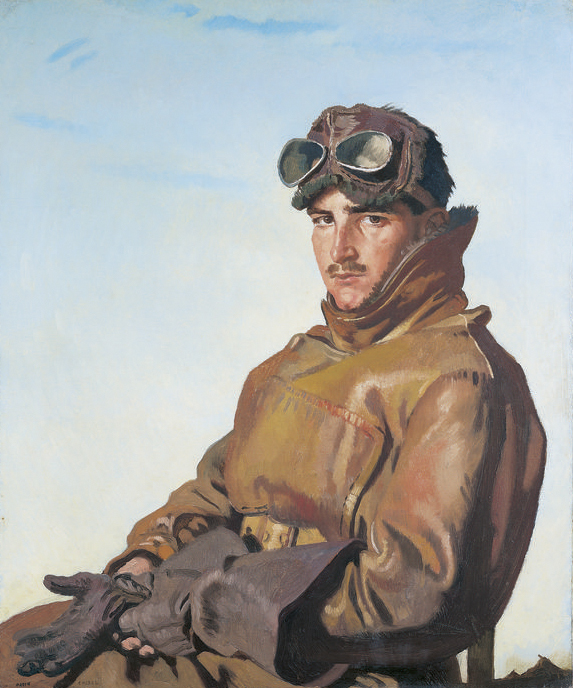
William Orpen: Lt R. T. C. Hoidge, MC
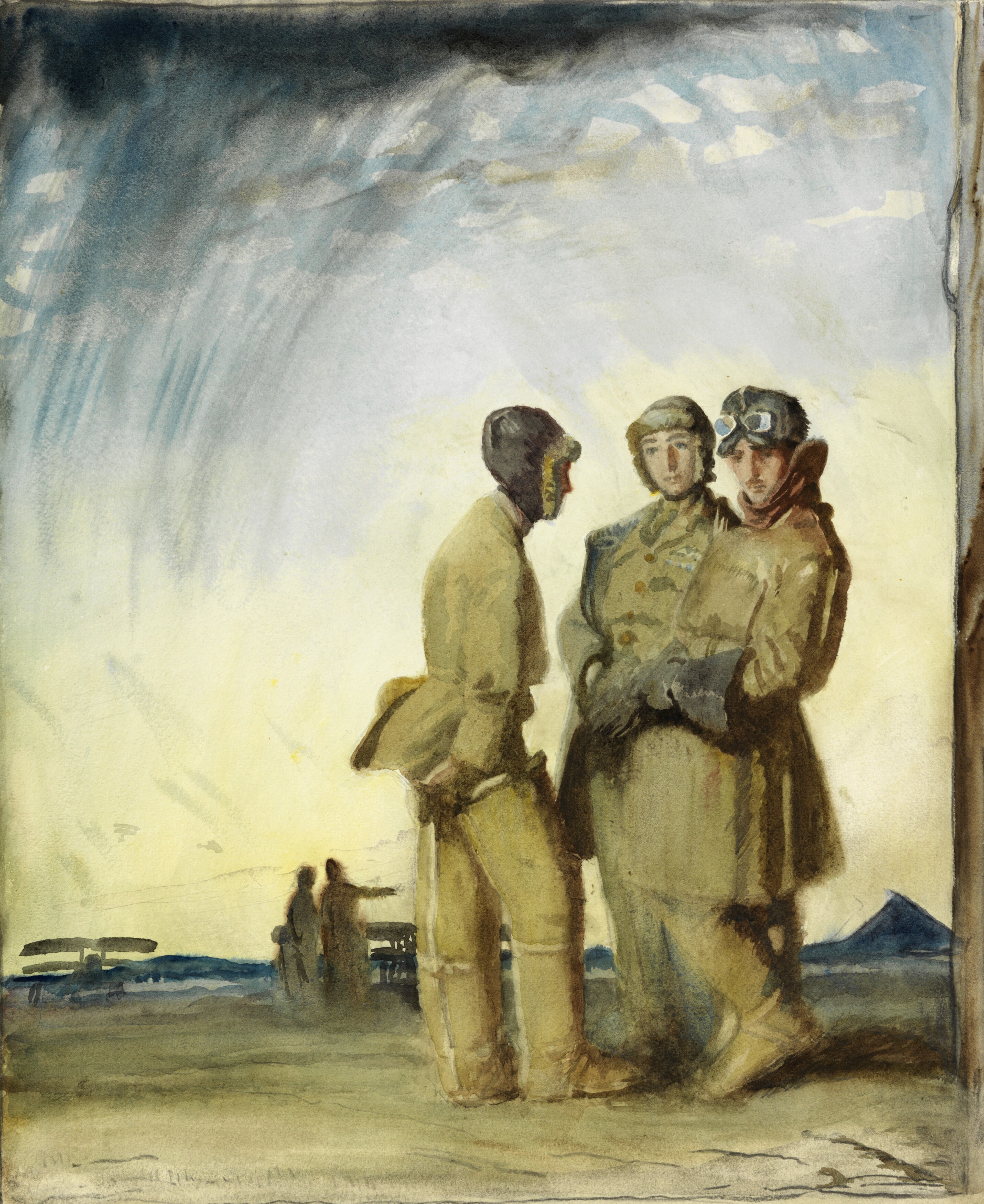
William Orpen: The Return of a Patrol
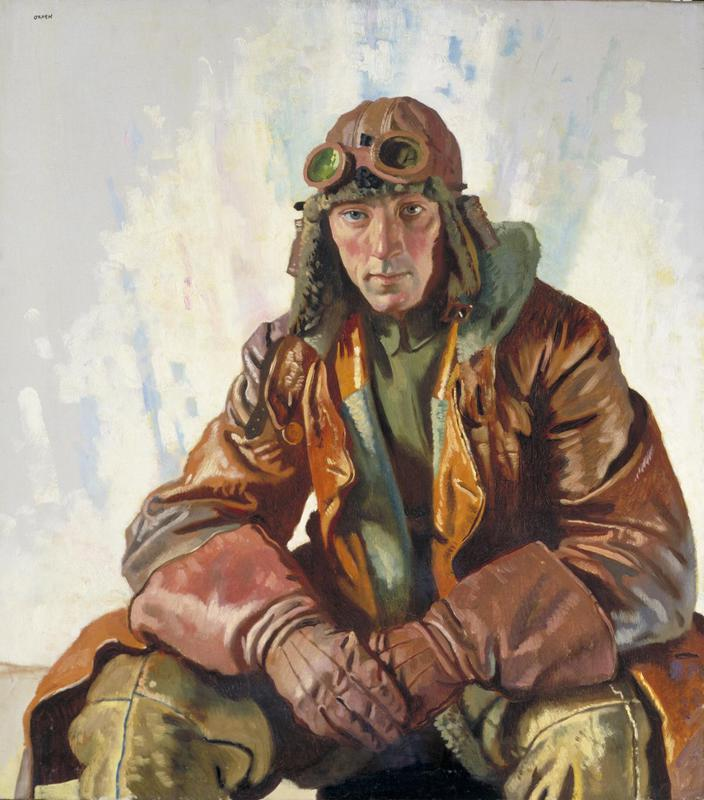
William Orpen: The NCO Pilot, RFC (Flight Sergeant W. G. Bennett)
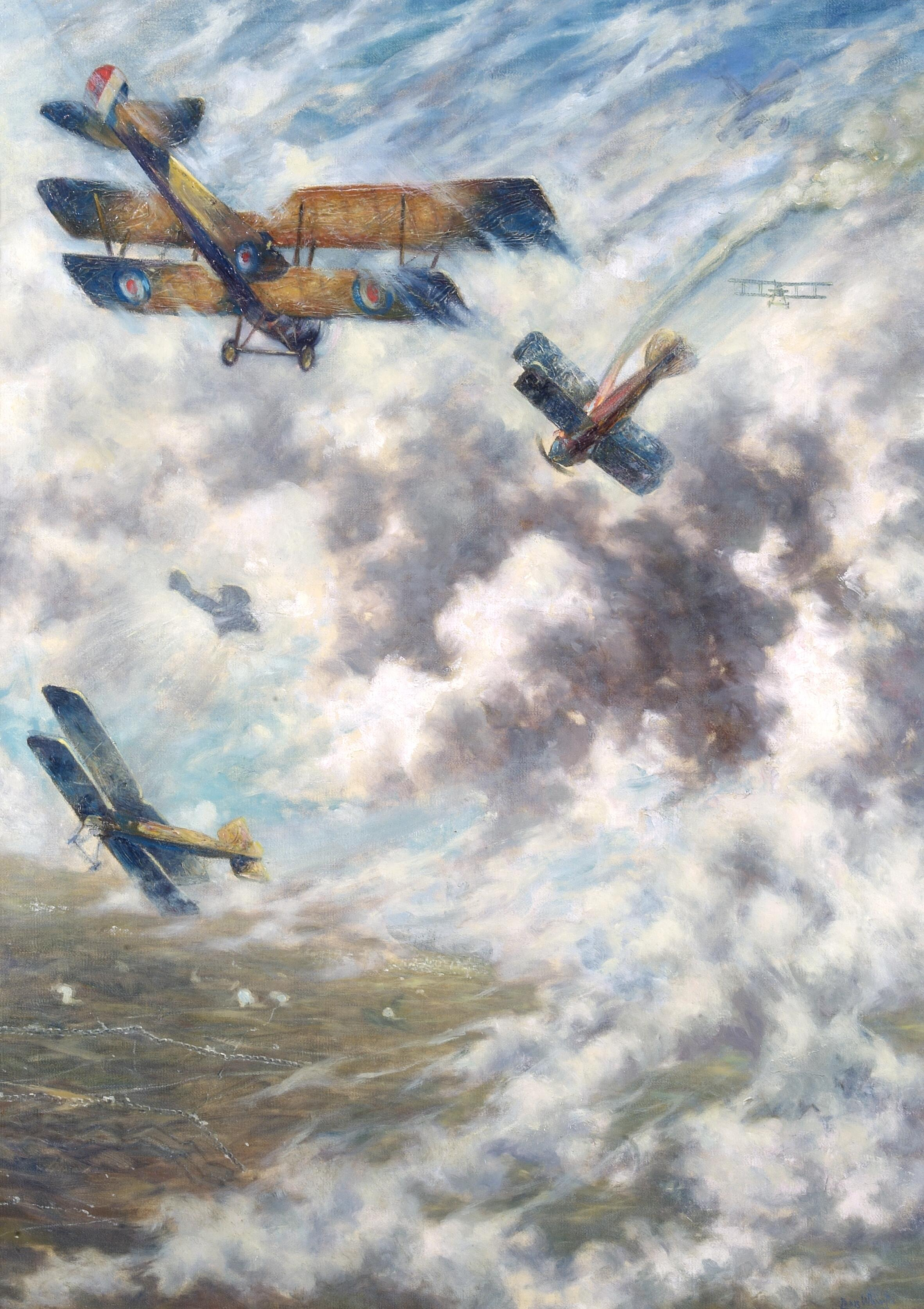
Louis Weirter: An Incident on the Western Front